# Kogalym
Kogalym (Russisch: Когалым) is een stad in het district Soergoetski in het oosten van het Russische autonome district Chanto-Mansië (oblast Tjoemen) onder jurisdictie van het autonoom district. De stad ligt op ongeveer 125 kilometer ten noordoosten van Soergoet en 325 kilometer ten noordoosten van Chanty-Mansiejsk en had 55.367 inwoners bij de volkstelling van 2002 tegen 44.297 bij de volkstelling van 1989. De groei van de bevolking is nu bezig af te vlakken.

## Geografie
De stad ligt in het noorden van West-Siberië op het West-Siberisch Laagland in het noorden van de vallei van de middenloop van de Ob, aan de instroom van de Kirill-Visjagoen in de Ingoe-Jagoen in een erg moerassig gebied. Vanwege deze moerassen werd de plaats door de Chanten ook wel "verloren plaats" (Russisch: гиблое место) genoemd. Rond de stad liggen vele rivieren en meren. Kogalym ligt in een gebied met een streng landklimaat met winters die vaak zeven maanden duren. De stad bestaat uit 7 microdistricten, met vooral flats van 5 en 9 verdiepingen en winkels in elk microdistrict. In 2005 werd begonnen met het eerste flatgebouw van 16 verdiepingen.
Op het grondgebied van de stad ligt ook de plaats Ortjagoen.

## Geschiedenis
De naam is afkomstig van een samentrekking van de Ostjaakse (Chantische) woorden "kog" of "koch" (кох, ког; "lang") en alyng (алынг; "aanvang", "begin"), hetgeen zoiets zou kunnen betekenen als "de lange bron van de rivier".
Kogalym werd gesticht in 1975 als een nederzetting voor geologen en oliewerkers bij de aanleg van de spoorlijn van Soergoet naar Novy Oerengoj. Aanvankelijk woonden er slechts 1000 mensen. In 1978 werd de eerste aardolie gewonnen bij de plaats. In 1980 werd begonnen met de bouw van de stad door Baltische bouwbedrijven. Na een snelle ontwikkeling van de plaats kreeg zij op 15 augustus 1985 de status van stad.

## Economie en transport
Kogalymj vormt het centrum van een van de aardoliegebieden van West-Siberië. De plaatsvormende onderneming is Kogalymneftegaz (Когалымнефтегаз), dat werd gevormd in 1988 en sinds 1991 een van de 3 kernonderdelen vormt van het Russische oliebedrijf LUKoil. Hierbij werkt het bedrijf als Territoriaal Productie Complex samen met LUKoils oliebedrijven uit Oeraj, Langepas en Pokatsjej. Begin 21e eeuw werd jaarlijks ongeveer 30 miljoen ton olie naar boven gehaald door Kogalymneftegaz, ongeveer 14% van al het olie in Chanto-Mansië. De laatste jaren is modernere technologie ingezet om meer olie te kunnen winnen uit bestaande velden.
De stad ligt aan de spoorlijn Soergoet – Kogalym – Nojabrsk – Poerpe – Korottsjajevo – Novy Oerengoj (onderdeel van de Sverdlovskspoorlijn), hetgeen de belangrijkste vervoersverbinding vormt met de rest van Rusland. Bij de stad ligt de luchthaven Kogalym, waar luchtvaartmaatschappij Kogalymavia haar thuisbasis heeft.
In de stad zelf wordt het vervoer vooral geregeld door bussen en – sinds 2003 – marsjroetkas.

## Onderwijs, cultuur en bezienswaardigheden
In de stad bevinden zich 10 gewone scholen, filialen van de Staatsuniversiteit van Tjoemen, de Staatsuniversiteit van Tjoemen voor Aardolie en Aardgas en de Staatsuniversiteit van Tomsk voor Bestuurssystemen en Elektrotechniek (Томский государственный университет систем управления и радиоэлектроники). In 1996 werd KogalymNIPIneft (КогалымНИПИнефть) opgericht, een wetenschappelijk onderzoeks- en projectinstituut voor de aardolie-industrie.
In de stad bevinden zich ook een vaderlandsmuseum, kunstmuseum, een Russisch-orthodoxe kerk (uit 1996), moskee en een ijspaleis.